# Myripristis
Myripristis là một chi cá biển thuộc phân họ Myripristinae trong họ Cá sơn đá. Chi này được lập ra vào năm 1829 bởi Georges Cuvier.

## Từ nguyên
Tên chi được ghép bởi hai âm tiết trong tiếng Hy Lạp cổ đại: mūríos (μυρίος; “số 10000, vô hạn”) và prístis (πρίστις; “cưa”), hàm ý đề cập đến lớp vảy cá có răng cưa bao phủ toàn bộ má và nắp mang ở các loài thuộc chi này.

## Các loài
Tính đến hiện tại, có 28 loài được ghi nhận trong chi này, bao gồm:
- Myripristis adusta Bleeker, 1853
- Myripristis amaena (Castelnau, 1873)
- Myripristis astakhovi Kotlyar, 1997
- Myripristis aulacodes Randall & Greenfield, 1996
- Myripristis berndti Jordan & Evermann, 1903
- Myripristis botche Cuvier, 1829
- Myripristis chryseres Jordan & Evermann, 1903
- Myripristis clarionensis Gilbert, 1897
- Myripristis earlei Randall, Allen & Robertson, 2003
- Myripristis formosa Randall & Greenfield, 1996
- Myripristis gildi Greenfield, 1965
- Myripristis greenfieldi Randall & Yamakawa, 1996
- Myripristis hexagona (Lacépède, 1802)
- Myripristis jacobus Cuvier, 1829
- Myripristis kochiensis Randall & Yamakawa, 1996
- Myripristis kuntee Valenciennes, 1831
- Myripristis leiognathus Valenciennes, 1846
- Myripristis murdjan (Fabricius, 1775)
- Myripristis pralinia Cuvier, 1829
- Myripristis randalli Greenfield, 1974
- Myripristis robusta Randall & Greenfield, 1996
- Myripristis seychellensis Cuvier, 1829
- Myripristis tiki Greenfield, 1974
- Myripristis trachyacron Bleeker, 1863
- Myripristis violacea Bleeker, 1851
- Myripristis vittata Valenciennes, 1831
- Myripristis woodsi Greenfield, 1974
- Myripristis xanthacra Randall & Guézé, 1981

## Phân bố
Chỉ duy nhất M. jacobus có phân bố rộng khắp Đại Tây Dương. Ba loài M. clarionensis, M. gildi và M. leiognathus có phân bố ở Đông Thái Bình Dương. Các loài còn lại có phân bố ở khu vực Ấn Độ Dương-Thái Bình Dương.

## Sinh thái
Thức ăn chủ yếu của các loài Myripristis là động vật phù du. Chúng còn có thể bơi lộn ngược. Một số loài được ghi nhận là có thể tạo ra âm thanh.